# Bleu patenté V
« E131 » redirige ici. Pour les autres significations, voir E131 (homonymie).
Pour les articles homonymes, voir bleu patenté.
Le bleu patenté V est un composé organique à structure triarylméthane utilisé comme colorant. Il est référencé dans le Colour Index sous le numéro C.I. 42051 et sous la dénomination « C.I. Acid Blue 3 ».
En tant que colorant alimentaire référencé sous le numéro E131, il a été interdit aux États-Unis et dans plusieurs zones du monde mais reste autorisé dans l'Union européenne, qui l'a toutefois réévalué en 2013 via l'EFSA laquelle a diminué sa DJA.

## Applications

### Utilisation alimentaire
Il est utilisé en agroalimentaire comme colorant (numéro E131), par exemple, selon Que choisir pour colorer des Yaourts aromatisés, des fromages industriels aromatisés, des crèmes glacées, des confiseries, des confitures, des assaisonnements, des soupes, des desserts, bonbons et chewing-gums, certains spiritueux, et divers produits transformés (à base de pomme de terre, poissons fumés, BRSA, sauces telles que chutney, moutarde…).
En Europe, ce colorant peut être employé seul ou en combinaison dans les denrées alimentaires, son niveau autorisé dépend de l'application.
Son utilisation est interdite en Australie, au Canada, aux États-Unis et en Norvège, parce qu'il est responsable d'allergies[réf. non conforme] (urticaire, rares cas de choc anaphylactique[réf. non conforme], probablement médiés par des anticorps IgE).
Il existe sous deux formes de sel, le sel de sodium et de calcium. Le sel de potassium est également autorisé.
- Sel de calcium : (C27H31N2O7S2)2Ca
- Sel de sodium : (C27H31N2O7S2)Na
- Sel de potassium : (C27H31N2O7S2)K

Il est utilisé comme colorant dans les bières La Bleue aux myrtilles et La Verte de la brasserie du Mont-Blanc, la crème dessert Mont Blanc à la pistache (jaune + bleu = faux vert), la boisson alcoolisée Get 27 ainsi que dans les bonbons Schtroumpf (remplacé par la spiruline en 2020), sirop FUN Blues, CARenSAC, Dragibus Bleu de Haribo et les pastilles Valda, dans la boisson alcoolisée Eristoff Black et le sirop violette de la marque Morand ainsi qu’on peut le lire sur les listes d’ingrédients de ces produits.

### Utilisation en médecine
On l'utilise aussi en médecine ;
- comme traceur des vaisseaux sanguins ;
- et en cancérologie comme colorant dans la technique du ganglion sentinelle.

## Toxicologie, allergologie
Plusieurs colorants bleu induisent des réactions allergiques (périopératoires notamment dans le contexte médical). Ces allergies ont commencé à être décrites dans les années 1960, avec une incidence qui varie selon les études. 
Une étude multicentrique et randomisée (ALMANEC) et un travail de biopsie ganglionnaire (NEW START) conduit au Royaume-Uni, a conclu que 72 patients parmi 7 917 (soit 0,9 %) ont eu des réactions allergiques au bleu patenté V. Chez 23 patients (0,3 %) les réactions étaient modérées (urticaire, prurit, rash) et 5 (0,06 %) étaient sévères (hypotension nécessitant un traitement vasopresseur). 
Ce sont les triarylméthanes (bleu patenté, bleu isosulfan) et plus rarement le bleu de méthylène. 

Ces colorants sont souvent omis dans le protocole d'anesthésie ; or ils ne doivent pas être oubliés de la liste des produits suspecté d'avoir déjà généré une allergie (tout comme le latex, la chlorhexidine…). 

Des tests cutanés permettent de faire un bilan allergologique.